# III. Ferenc breton herceg
III. Ferenc breton herceg és francia királyi trónörökös herceg (franciául: François, Dauphin de France, Duc de Bretagne; Amboise, 1518. február 28. – Lyon, 1536. augusztus 10.) francia királyi herceg és trónörökös, 1524–1536 között Bretagne uralkodó hercege.

## Származása és gyermekkora
Ferenc herceg 1518-ban született I. Ferenc francia király és Valois Klaudia bretagne-i uralkodó hercegnő harmadik gyermekeként, illetve első fiaként. 1519. április 19-én keresztelték meg Amboise-ban, a dekorációt maga Leonardo da Vinci tervezte, aki ekkortájt a francia uralkodó szolgálatában állott.
1525-ben édesapja vereséget szenvedett a Pavia mellett zajló páviai csatában, és V. Károly német-római császár fogságába esett. 1526. március 15-én I. Ferenc és V. Károly 1526-os megállapodása értelmében a francia király hazatérhetett, de a szerződés végrehajtásának biztosítékúul Madridba kellett küldenie két legidősebb fiát, Ferencet és Henriket. A hercegek az elkövetkező három évben a német-római császár foglyaiként éltek Madridban, amíg az 1529-ben megkötött cambrai-i béke értelmében 1530-ban hazatérhettek.
Mint a francia trónörökösnek nagy hangsúly helyeződött a házasságára. Számos lehetséges menyasszony-jelöltet találtak számára a szülei, ezek között volt például Mária angol királyi hercegnő, VIII. Henrik és Aragóniai Katalin leánya, Anglia későbbi királynője.
1524-ben, édesanyjának halála után a herceg, mint a legidősebb fiúgyermek megkapta a Bretagne-i Hercegség trónját. III. Ferenc néven koronázták meg, ám a hercegség felett a valódi hatalmat a francia király gyakorolta.

## Halála
Ferenc herceg 1536. augusztus 10-én halt meg Lyonban. Testvérei közül többen is gyermekként haláloztak el, ám mivel Ferenc a trónörökös volt, felmerült a gyanú, hogy megmérgezték. A gyanúsított Montecuccoli gróf, a herceg személyi testőre volt. Állítólag V. Károly császár bérelte fel őt; ezt megerősíti az a tény, hogy amikor átkutatták a gróf szobáját, egy mérgekkel foglalkozó könyvet találtak nála. Montecuccolit halálra ítélték és felnégyeléssel kivégezték. Nem kizárt azonban, hogy Ferenc természetes úton, gümőkór következtében hunyt el.
Bretagne trónját és a trónörökösi rangot is legidősebb öccse, Henrik kapta meg, aki később II. Henrik néven Franciaország uralkodója lett, és egyesítette a Bretagne-i Hercegséget a Francia Királysággal.